# Bézu-le-Guéry
Bézu-le-Guéry je francouzská obec v departementu Aisne v regionu Hauts-de-France. V roce 2011 zde žilo 259 obyvatel.

## Sousední obce
Coupru, Crouttes-sur-Marne, Domptin, Marigny-en-Orxois, Méry-sur-Marne (Seine-et-Marne), Montreuil-aux-Lions, Nanteuil-sur-Marne (Seine-et-Marne), Sainte-Aulde (Seine-et-Marne), Villiers-Saint-Denis,

## Vývoj počtu obyvatel
Počet obyvatel 